# Facundo Kroeck
Facundo Kroeck (Argentina, 7 de septiembre de 1995) es un exfutbolista y chico reality Argentino nacionalizado panameño que jugó como Defensor.

### Alianza FC
Facundo Kroeck se formó en las categorías inferiores del Alianza FC jugando diferentes torneo de reservas, quedando subcampeón en el 2014, y su debut profesional con el club en la Primera División de Panamá fue el 11 de octubre de 2015 en la derrota 1 a 0 contra la SD Atlético Nacional en el Estadio Maracaná de Panamá en donde fue suplente y entró al minuto 85 por Iam Maxwell. En la LPF Apertura 2015 jugó 2 partidos en donde quedaron en la novena posición. En la Copa Cable Onda Satelital 2016-2017 jugó 1 partido en donde perdiendo en la primera ronda.

### Reality
El 23 de septiembre del 2016 entró en la Séptima temporada del reality de competencia Calle 7 Panamá llegando en su primera temporada hasta la etapa verdes siendo el quinto eliminado de dicha etapa, en la Octava temporada quedó subcampeón, en la Novena temporada llegó hasta las semifinales de la etapa verde, fue campeón de la Décima temporada, en la Undécima temporada abandono dicha temporada por motivos personales, fue campeón de la Duodécima temporada así consagrándose bicampeón de dicho reality, quedó subcampeón de la Decimotercera temporada, en la Decimoctava Temporada regreso como aspirante para entrar en el regreso del reality pero no tuvo las votaciones necesarias para quedarse, a finales de la Decimonovena Temporada regreso al reality pero como juez. El 19 de agosto de 2024 en la  vigesimosegundo temporada compitió contra Mario Fonseca y Alfredo Torres para entrar a al temporada en donde Facundo ganó dicha competencia entrando a dicha temporada como competidor. El 7 de octubre de 2024 anunció su salida de la temporada vigesimosegundo por una lesión que sufrió en un partido de fútbol.

## Vida personal
El 22 de diciembre de 2018 Facundo se casó con su pareja sentimental Grace Clunie con la cual tienen una hija.

## Clubes
| Club       | País   | Año         |
| ---------- | ------ | ----------- |
| Alianza FC | Panamá | 2013 - 2017 |

## Televisión
| Año         | Programa       | Rol          | Canal     |
| ----------- | -------------- | ------------ | --------- |
| 2016 - 2019 | Calle 7 Panamá | Participante | Telemetro |
| 2023        | Calle 7 Panamá | Participante | Telemetro |
| Juez        | Calle 7 Panamá |              | Telemetro |
| 2024        | Calle 7 Panamá | Participante | Telemetro |